# Dynamický rozsah

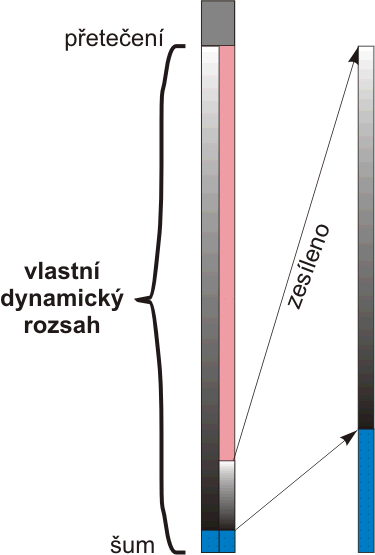
Dynamický rozsah

Dynamický rozsah je poměr mezi nejmenší a největší hodnotou fyzikální veličiny, která se v daném případě může objevit. Jedná se o bezrozměrnou hodnotu, u některých použití je však rozsah tak velký, že se používá logaritmická stupnice a rozsah se vyjadřuje v decibelech.

## Příklady
- U měřícího přístroje se jedná o poměr mezních hodnot, které je přístroj schopen změřit.
- V hudbě jde o poměr extrémních hlasitostí nějakého nástroje, části či celé skladby. Při uchovávání a přenosu hudebního signálu se jako dynamický rozsah označuje poměr nejhlasitějšího zvuku, který lze bez zkreslení zpracovat, k nejslabšímu, případně k úrovni šumu (viz též odstup signál-šum).
- U fotoaparátů nebo kamer jde o podíl jasu nejsvětlejšího a nejtmavšího bodu, které je schopen přístroj zachytit (viz rozsah expozice).